# 스기우라 타이요
스기우라 타이요(일본어: 杉浦 太陽, 1981년 3월 10일 ~ )는 일본의 영화 배우이다. 전 모닝구무스메의 멤버인 츠지 노조미의 남편이자 배우인 스기우라 타카오의 형이기도 하다. 오사카 산업대학 부속고등학교를 졸업했고, 1998년 아사히 TV의 '무서운 베시! 어른스러운 카렌상'을 통해서 데뷔했다.

## 영화, TV 출연
- 워터보이즈
- Ultraman Cosmos 2: The Blue Planet
- Ultraman Cosmos vs. Ultraman Justice: The Final Battle